# Oromycter
Oromycter es un género de sinápsidos pelicosaurios que existió durante el Pérmico en Oklahoma, Estados Unidos. Solo se reconoce una especie, Oromycter dolesorum.